# Elodes trilineata
Elodes trilineata is een keversoort uit de familie moerasweekschilden (Scirtidae). De wetenschappelijke naam van de soort werd in 1865 gepubliceerd door Louis Alexandre Auguste Chevrolat.